# Johann II. (Pfalz-Simmern)

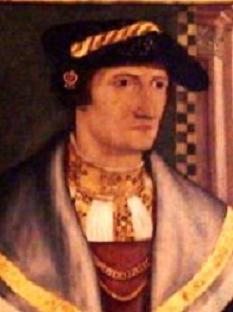
Pfalzgraf und Herzog Johann II. von Simmern

Johann II. von Simmern, auch Herzog Hans vom Hunsrück, Herzog Hans von Simmern und gelegentlich nur Herzog Hans genannt (* 21. März 1492 in Simmern; † 18. Mai 1557 in Simmern) war Pfalzgraf und Herzog von Simmern aus dem Haus Wittelsbach.
In Naturwissenschaften sowie Staats- und Rechtslehre galt Johann als führender Fürst seiner Zeit. Er stand mit zahlreichen Künstlern und Wissenschaftlern in Verbindung.

## Leben
Johann war der Sohn des Pfalzgrafen und Herzogs Johann I. von Simmern (1459–1509) aus dessen Ehe mit Johanna (1464–1521), Tochter des Grafen Johann II. von Nassau-Saarbrücken. Gegen die Gewohnheit der Epoche lag die Ausbildung des Prinzen vermehrt auf wissenschaftlichem Gebiet als bei ritterlichen Übungen. 
Johann II. genoss bei Kaiser Karl V. hohes Ansehen. Er wurde deshalb bis zu seinem Tod Richter am Reichskammergericht in Speyer und ab 1523 Statthalter (Vertreter des Kaisers bei Abwesenheit) beim Reichsregiment. Johann II. blieb, obwohl er anfangs der Reformation zuneigte, katholisch, was ihn später von den meisten Mitgliedern des pfälzischen Hauses isolierte. Jedoch setzte er dem Eindringen des Luthertums in seinen Gebieten keinen entschiedenen Widerstand entgegen. Ulrich von Hutten setzte dennoch Hoffnungen auf ihn und widmete ihm 1521 seine „Dialogi novi“. Johann setzte sich auch für die Erben Franz von Sickingens ein, jedoch eher aus moralischen als aus religiösen Gründen. Seine Standesgenossen überragte er durch seine allgemeine Bildung, mathematisch-astrologische Kenntnisse und wissenschaftliches Interesse. Er wurde Mitarbeiter und Förderer der „Cosmographey“ (Ptolomäus-Ausgabe) des Sebastian Münster. Auch betrieb er umfangreiche Quellenstudien für eine Reimchronik der bayerisch-pfälzischen Herrscher.
Unter Johann erlebte das Herzogtum Pfalz-Simmern eine Blütezeit. Er war es wohl auch, der in seiner Residenzstadt eine Lateinschule errichtete, die für 1514 bezeugt ist. Aus ihr ging das später nach ihm benannte Herzog-Johann-Gymnasium hervor. 1530 richtete er im Schloss Simmern eine Druckerei ein. Als Drucker arbeitete dort Hieronymus Rhodler. Zu den bekanntesten Erzeugnissen der Druckerei gehört das Turnierbuch von Georg Rüxner. Johann von Trarbach und ein unbekannter „Simmerner Meister“ schufen bedeutende Renaissancegrabmäler, die in der Stephanskirche in Simmern zu sehen sind. 1555, kurz vor seinem Tode, hob er für die Bürger der Stadt Simmern die Leibeigenschaft auf.
Durch eine geschickte Politik sicherte Johann II. die Erbfolge der pfälzischen Kurlinie für seinen Sohn Friedrich III. Diese war 1553 in einem Vergleich mit allen Häuptern der pfälzischen Linien in Heidelberg zu Stande gekommen, nachdem die Neuburger Linie mit Kurfürst Ottheinrich vor dem Aussterben stand. In diesem Vergleich trat Johann Teile der Grafschaft Sponheim, Lützelstein, Guttenberg und weitere Güter an das Haus Pfalz-Zweibrücken ab.

## Ehen und Nachkommen

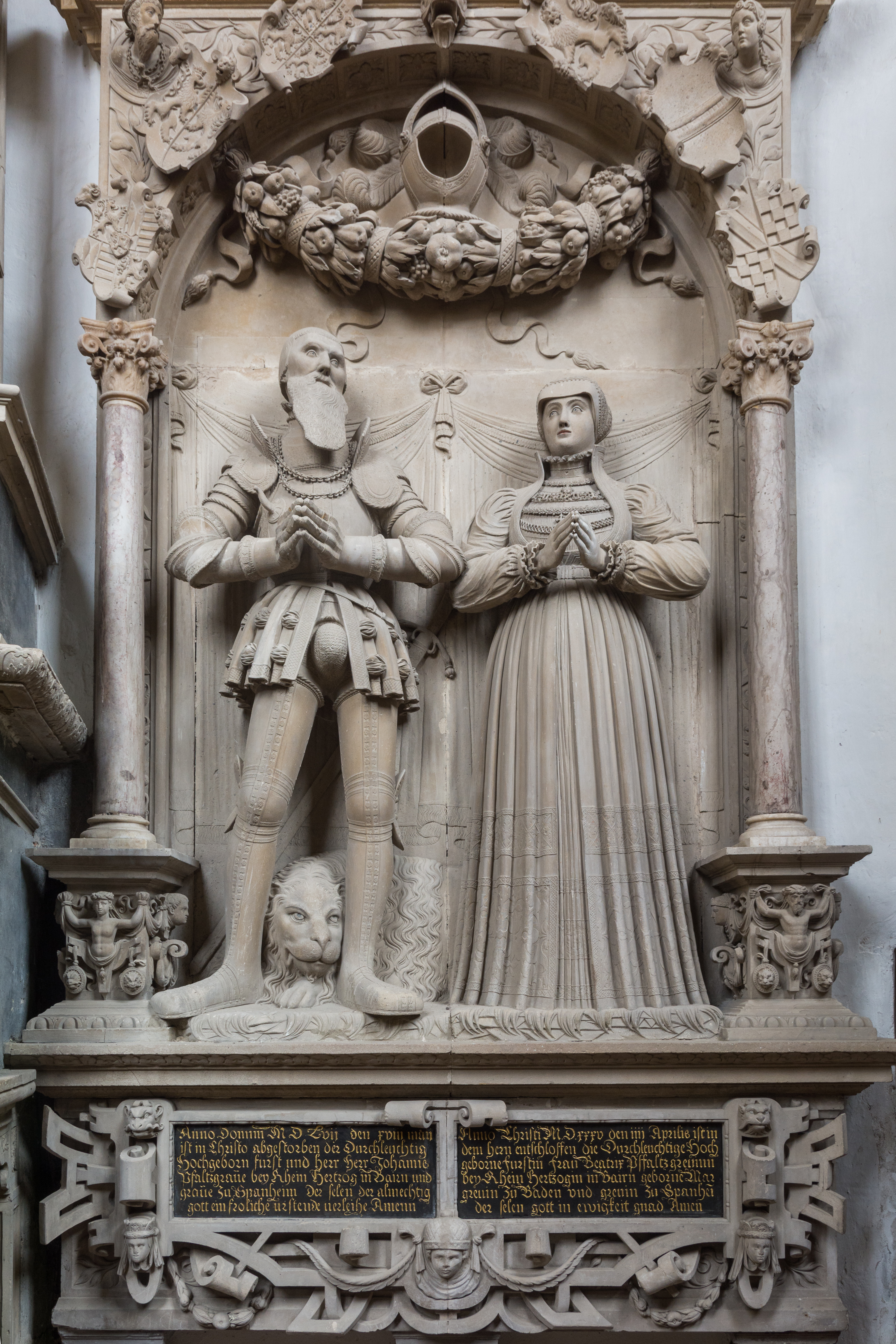
Grabdenkmal von Johann und Beatrix in der Stephanskirche in Simmern

1508 heiratete Johann in Trarbach Markgräfin Beatrix (1492–1535), Tochter des Markgrafen Christoph I. von Baden, mit der er zwölf Kinder hatte:
- Katharina (1510–1572), Äbtissin im Kloster Kumbd
- Johanna (1512–1581), Äbtissin im Kloster Marienberg bei Boppard
- Ottilia (1513–1553), Nonne in Marienberg bei Boppard
- Friedrich III., der Fromme (1515–1576), Kurfürst von der Pfalz

⚭ 1. 1537 Prinzessin Marie von Brandenburg-Kulmbach (1519–1567)
⚭ 2. 1569 Gräfin Amalia von Neuenahr (1539–1602)
- Brigitta (1516–1562), Äbtissin von Kloster Neuburg
- Georg (1518–1569), Pfalzgraf von Simmern-Sponheim

⚭ 1541 Prinzessin Elisabeth von Hessen (1503–1563)
- Elisabeth (1520–1564)

⚭ 1535 Graf Georg II. von Erbach (1506–1569)
- Reichard (1521–1598), Pfalzgraf von Simmern-Sponheim

⚭ 1. 1569 Gräfin Juliane zu Wied (1545–1575)
⚭ 2. 1578 Gräfin Emilie von Württemberg (1550–1589)
⚭ 3. 1589 Pfalzgräfin Anna Margarete von Veldenz (1571–1621)
- Maria (1524–1576), Nonne in Marienberg bei Boppard
- Wilhelm (1526–1527)
- Sabine (1528–1578)

⚭ 1544 Graf Lamoral von Egmond (1522–1568)
- Helene (1532–1579)

⚭ 1551 Graf Philipp III. von Hanau-Münzenberg (1526–1561)
Nach dem Tod seiner ersten Frau heiratete Johann (nach 19 Jahren Witwerschaft) die einunddreissigjährige Maria Jakobine (1525–1575), Tochter des Grafen Ludwig XV. von Oettingen. Diese Ehe blieb kinderlos.